# ガイウス・ウァレリウス・フラックス
ガイウス・ウァレリウス・フラックス（Gaius Valerius Flaccus, ガーイウス・ウァレリウス・フラックス、90年頃没）はローマ帝国の詩人。皇帝ウェスパシアヌスならびにティトゥス治世下の白銀期に活躍し、ロドスのアポローニオス『アルゴナウティカ』に大部分を借りたラテン語叙事詩『アルゴナウティカ』を執筆した。

## 生涯
フラックスは、根拠は十分ではないが、マルクス・ウァレリウス・マルティアリスの詩人仲間とされている（1.61.76）。パドヴァの出身で、貧しかったと言われるが、フラックスは『シビュラの書』（en:Sibylline Books）を管理するQuindecemviri sacris faciundis（十五人委員会）のメンバーだった時もあったので（1.5）、元々は裕福だったに違いない。バチカン図書館にある写本の署名に、Setinus Balbusという名前が付け足されてあることから、ラティウム（Latium）地方のSetia（現セッツェ）出身だと指摘する意見もある。フラックスについて言及している古代の著述家はクインティリアヌスのみで（10.1.90）、最近亡くなったフラックスのことを大きな損失であると嘆いている。クインティリアヌスの本が完成したのは90年頃なので、フラックスの没年はそれ以降ではありえない。

## 作品
フラックスの唯一現存する作品『アルゴナウティカ』は、ブリタンニア（ブリタニア）に出発する時のウェスパシアヌスに献呈されたものである。書かれた時期は、70年にティトゥスがエルサレムを包囲（後に短い間だが占領）した期間である。79年のヴェスヴィオ火山の噴火もほのめかされていることから、創作は長年に及んだに違いない。『アルゴナウティカ』は金羊毛を求めるイアソンの冒険を描いた叙事詩で、伝統的なダクテュロス・ヘクサメトロスで書かれている。おそらく全8巻（あるいは10巻か12巻。12巻なら重要な叙事詩のモデルであるウェルギリウスの『アエネイス』と一致する）だったと思われるが、現存するテキストは原形が著しく損なわれた状態である。物語はイアソンの帰郷の航海に同行したいとメデイアが頼むところでぷっつり終わってしまう。現代の多くの研究者たちは、この作品は未完であると仮定している。ロドスのアポローニオスの『アルゴナウティカ』との比較は、一部は自由な模倣であるが、一部は翻訳である。「登場人物の整理、生命観、描写については、彼の方がすぐれている」という評価もある。なお、ウァロ・アタキヌスによる、アポロニーオスのラテン語翻訳版が既に世に出ていて、人気を得ていた。この作品の目的は、ブリタンニアにローマ法を敷いたウェスパシアヌスの業績を、つまり、アルゴ船が黒海への海路を切り開いたように、ローマが航海で海の向こうに乗り出したことを讃美するために描かれたものだった。
1911年の『ブリタニカ百科事典第11版』には、こう書かれている。「さまざまな意見がこれまでフラックスの才能を形作っていて、何人かの批評家は、登場人物の整理、生命観、描写については、彼の方がすぐれていると、オリジナル（ロドスのアポローニオス）以上に彼を評価していた。彼の言い回しは純粋で、スタイルは正確、韻文は単調ではあるが滑らかだ。その一方で、彼にはオリジナリティがまったくない。著しい欠陥はないものの、彼の詩はわざとらしく、また懲りすぎて退屈である。彼が言葉の手本としたのはウェルギリウスだが、味わいでも洞察力でも彼は遙かに劣っている。彼のうんざりする教養のひけらかし、修辞学的な誇張した表現、飾り付けは読むのを困難にさせ、疑いなく、古代でも不人気だったと思われる」。